# حسین الهی قمشه‌ای
حسین محی‌الدین الهی قمشه‌ای (زادهٔ ۱۴ دی ۱۳۱۸) نویسنده،  مترجم و سخنران ایرانی در زمینه عرفان، ادبیات و فلسفه هنر است. وی در نقاشی و خوش‌نویسی نیز آثاری دارد و به زبان‌های انگلیسی، عربی و فرانسه مسلط است.

## زندگی
حسین محی‌الدین الهی قمشه‌ای، فرزند مهدی الهی قمشه‌ای و طیبه تربتی در ۱۴ دی ۱۳۱۸ خورشیدی (۴ ژانویه ۱۹۴۰ میلادی) در تهران به دنیا آمد. تحصیلات ابتدایی، متوسطه و دانشگاهی را به ترتیب در دبستان دانش، دبیرستان مروی و دانشکده الهیات و معارف اسلامی دانشگاه تهران تا درجه دکتری به پایان برد و نیز تحصیلات حوزوی را نزد پدر و استادان دیگر دنبال کرد. پدر وی فیلسوف، عارف، حکیم، مجتهد، استاد دانشگاه، شاعر و مترجم معروف قرآن بود.
تحصیلات حوزوی او شامل دوره کامل دروس و مباحث اسلامی از جمله اخلاق، منطق، فلسفه و کلام، فقه اسلامی، زبان و ادبیات عرب، ادبیات فارسی با تمرکز بر شعرای عرفانی همچون نظامی، مولانا، سعدی، حافظ و شیخ محمود شبستری است.
قمشه‌ای پس از پایان تحصیلات دانشگاهی به کار تدریس در دانشگاه تهران و سایر مراکز آموزش عالی در داخل و بعدها خارج از کشور پرداخت و در کنار آن به تألیف و ترجمه در زمینه عرفان و ادبیات و زیبایی‌شناسی مشغول شد. وی در سال ۱۳۶۰ قریب به یک سال نیز ریاست کتابخانه ملی ایران را عهده‌دار بود.
قمشه‌ای دارای همسر و دو فرزند، یک پسر به نام شاهد و یک دختر به نام شادی است. همسرش، پروین زندی، دارای درجه دکتری در رشته علوم و صنایع غذایی و استاد دانشگاه علوم پزشکی شهید بهشتی و مؤلف و مترجم کتاب‌ها و مقالات زیادی در زمینه علوم غذایی است.

## اهداف فرهنگی
الهی قمشه‌ای هدف خود را «آشنا کردن انسان‌ها، به خصوص جوانان و نوجوانان با لذت‌های متعالی که از زیبایی، دانایی و نیکویی سرچشمه می‌گیرند» می‌داند. وی این لذات را «مائده‌های آسمانی و غذای روح» می‌داند و معتقد است که همه جنگ‌ها و فسادها در عالم در اثر بی‌اعتنایی به این مائده‌های آسمانی است؛ لذات مادی، از آنجا که دارای انواع محدودیتها است، همیشه مورد نزاع و کشمکش و دستمایه جنگ‌ها و استثمارها و استعمارها بوده است؛ لذاتی که نهایتاً به خور و خواب و خشم و شهوت بازمی‌گردد.
نظریه لذات متعالی می‌کوشد که سطح لذات مردمان را از فرود به فراز آورد و آن قلمرو زرین ادبیات، هنر و اخلاق است. آنجا بهشت است از آنکه کسی را با کسی پیکار نیست. اگر همه مردمان چون سورن کی‌یِرکِگارد عاشق موتسارت شوند باکی نیست و دوئلی نخواهد بود. اینجا فلک بی پایان و نامحدود است و همه می‌توانند هرآنچه نزدشان محبوب است با دیگران تقسیم کنند. هموار کردن راه رسیدن به این لذات از طریق ادبیات ارزنده کلاسیک، هدفی است که الهی قمشه‌ای دنبال می‌کند و در آثار وی منعکس گردیده است.

## آثار
الهی قمشه‌ای دارای تألیفات و ترجمه‌های متعددی است. وی تعداد زیادی سخنرانی به زبان‌های فارسی و انگلیسی در دانشگاه‌ها و سازمان‌های مختلف داخل و خارج از کشور ایراد کرده که برخی از آن‌ها از طریق رسانه ملی پخش شده است. اکثر سخنرانی‌های ایشان به صورت لوح فشرده و فایل صوتی در دسترس می‌باشد. جاذبه کلامش بسیار زیاد بوده و بر روی طیف وسیعی از مخاطبان داخل و خارج از کشور دارای اثرگذاری عمیقی بوده است.

### کتاب‌ها
1. گزیده فیه ما فیه (مقالات مولانا) تلخیص و شرح: انتشارات علمی و فرهنگی (۱۳۶۶)
2. کیمیا (مجموعه مقالات، ترجمه‌ها و مقدمه‌ها) جلدهای ۱ تا ۵، ۸ تا ۱۲: انتشارات روزنه (۱۳۶۶–۱۳۹۴)
3. مقدمه و تصحیح دیوان حافظ: انجمن خوشنویسان ایران و انتشارات سروش (۱۳۶۸)
4. بررسی آثار ترجمه شده اسلامی به زبان انگلیسی: انتشارات سمت (۱۳۷۱)
5. گزیده منطق الطیر (عطار): انتشارات علمی و فرهنگی (۱۳۷۳)
6. شرح گلشن راز (شیخ محمود شبستری): انتشارات علمی و فرهنگی (۱۳۷۷)
7. ترجمه گزیده سخنان شکسپیر: انتشارات علمی و فرهنگی (۱۳۷۷)
8. مقالات: انتشارات روزنه (۱۳۷۸)
9. پیامبر، ترجمه اثر جبران خلیل جبران: انتشارات روزنه (۱۳۷۸)
10. قرآن دوجلدی (عربی و فارسی): نشر هفت گنبد (ترجمه مهدی الهی قمشه‌ای، ویرایش حسین الهی قمشه‌ای) (۱۳۷۸)
11. یاد یار مهربان (ستایش و نیایش در ادب پارسی): انتشارات یساولی (۱۳۷۹)
12. مناجات منظوم حضرت علی (ع) (پیشگفتار): انتشارات کلینی (۱۳۷۹)
13. ۳۶۵ روز با سعدی: انتشارات سخن (۱۳۸۱)
14. مقدمه، تصحیح و شرح دیوان حافظ: انتشارات پیک علوم (۱۳۸۱)
15. رباعیات حکیم عمر خیام (ویرایش و پیشگفتار): انتشارات پیک علوم (۱۳۸۲)
16. گنج رحمت (مقدمه‌ای بر تابلوهای بسم الله): انتشارات یساولی (۱۳۸۴)
17. دعای کمیل، ترجمه: انتشارات یساولی (۱۳۸۵)
18. طلب، ترجمه اثر مرتضی الهی قمشه‌ای: انتشارات پیک علوم (۱۳۸۵)
19. مائده‌های فرهنگی: انتشارات پیک علوم (۱۳۸۶)
20. ۳۶۵ روز با ادبیات انگلیسی، در قلمرو زرین: انتشارات سخن (۱۳۸۶)
21. آن خردمند دیگر، ترجمه اثر هنری ون دایک: انتشارات روزنه(۱۳۸۶)
22. ۳۶۵ روز در صحبت مولانا: انتشارات سخن (۱۳۸۸)
23. ۳۶۵ روز در صحبت قرآن: انتشارات سخن (۱۳۸۹)
24. زیرکی‌های ملانصرالدین، تألیف شاهد قمشه‌ای، مقدمه و توضیحات حسین الهی قمشه‌ای: انتشارات روزنه (۱۳۸۹)
25. ۳۶۵ روز در صحبت شاعران پارسی گو، گنجینهٔ آشنا: انتشارات سخن (۱۳۹۲)
26. رباعیات حکیم عمر خیام (مقدمه و شرح چهل رباعی):انتشارات فرهنگسرای میردشتی (۱۳۹۳)
27. متون عرفانی به زبان فارسی: انتشارات سمت (۱۳۹۴)
28. ۳۶۵ روز در صحبت حافظ: انتشارات سخن (۱۳۹۶)
29. از دولت قرآن (انتخاب آیات، ترجمه فارسی و پیشگفتار): انتشارات سبزه (۱۳۹۷)
30. ترانه‌های باباطاهر عریان: انتشارات خانه فرهنگ و هنر گویا (۱۳۹۷)
31. نغمه عشاق: گزیده دیوان حکیم الهی قمشه ای (گزینش، ویرایش، پیشگفتار): انتشارات سخن (۱۳۹۷)
32. دیوان حافظ (تصحیح، پیشگفتار و تصویرگذاری): خانهٔ فرهنگ و هنر گویا (۱۳۹۸)
33. ۳۶۵ روز در صحبت فردوسی: انتشارات سخن (۱۴۰۲)

### مقالات
1. بر عدم باشم نه بر موجود مست. فصلنامه چلیپا، شماره اول، تابستان ۱۳۷۰، صفحات ۵–۲۷
2. در تنگنای قافیه خورشید. فصلنامه چلیپا، شماره اول، تابستان ۱۳۷۰، صفحات ۹۸–۱۱۳
3. شأن و صفا. نگاهی به رساله آداب المشق میرعماد. فصلنامه چلیپا، شماره اول، تابستان ۱۳۷۰، صفحات ۱۸۶ تا ۱۹۹
4. خطی زشت است که به آب زر نبشته است. فصلنامه چلیپا شماره ۲، زمستان ۱۳۷۰، صفحات ۹۷–۱۰۹
5. نگاهی به نخستین شماره نشریه الخطّاط. فصلنامه چلیپا شماره ۲، زمستان ۱۳۷۰، صفحات ۱۲۱–۱۲۴
6. چینیان گفتند ما نقاش تر. فصلنامه چلیپا، شماره ۳، بهار ۱۳۷۱، صفحات ۲۰–۲۴
7. رقصی به سوی خداوند. کیمیا (۱) ، انتشارات روزنه، ۱۳۷۷، صفحات ۸۶–۸۹
8. ستایش سعدی از زبان جامی. کیمیا (۱)، انتشارات روزنه، ۱۳۷۷، صفحات ۱۰۱–۱۰۴
9. معرفی کتاب تحفه المحبین. کیمیا (۱)، انتشارات روزنه، ۱۳۷۷، صفحات ۷–۱۳
10. همچو قرآن که به معنی هفت توست. کیمیا (۱)، انتشارات روزنه ۱۳۷۷، صفحات ۹۱–۹۴
11. مقامه اول حریری (ترجمه). کیمیا (۲)، انتشارات روزنه، ۱۳۷۸، صفحات ۳۷–۴۱
12. ترجیع بند خواجوی کرمانی. کیمیا (۸)، انتشارات روزنه، ۱۳۸۶، صفحات ۱۲–۲۰
13. ستایش و نیایش. کیمیا (۸)، انتشارات روزنه، ۱۳۸۶، صفحات ۳۱۷–۳۲۲
14. ای نام تو بهترین سرآغاز. کیمیا (۹)، ۱۳۸۹ انتشارات روزنه، صفحات ۱۶–۲۵
15. عطر و شکر عطار، در آثار مولانا، شیخ محمود شبستری و حافظ. کیمیا (۹)، انتشارات روزنه، ۱۳۸۹، صفحات ۲۶–۴۵
16. حکایت نی. کیمیا (۹)، انتشارات روزنه، ۱۳۸۹، صفحات ۴۶–۶۱
17. هفت روز هفته: رنگ‌ها، ستارگان و معانی رمزی و عرفانی آنها. کیمیا (۱۰)، انتشارات روزنه، ۱۳۸۹، صفحات ۱۳–۱۵
18. دین عشق. کیمیا (۱۰)، انتشارات روزنه، ۱۳۹۳، صفحات ۹–۲۵
19. آیینه جهانی و شیرین زبانی سعدی. کیمیا (۱۱)، انتشارات روزنه، ۱۳۹۳، صفحات ۲۷–۴۳
20. سمفونی مولانا. کیمیا (۱۲)، ۱۳۹۴، انتشارات روزنه، صفحات ۹–۷۷
21. یکی بسیار و بسیار اندکی شد. کیمیا (۱۲)، ۱۳۹۴، انتشارات روزنه، صفحات ۲۹–۳۹

#### آثار صوتی و تصویری
تعداد زیادی از سخنرانی‌های حسین الهی قمشه‌ای به صورت صوتی و تصویری عرضه شده است. عناوین برخی از سخنرانی‌های او به زبان فارسی به این شرح می‌باشند:
حافظ‌شناسی، شرح گلشن راز شبستری، شرح مثنوی، مکاتب ادبی و هنری، زیبایی دانایی نیکویی، ادبیات انگلیسی، اخلاق اسلامی، موسیقی در آیینه ادبیات، شادی در زندگی، گوهر حوا، عرفان در دنیای تکنولوژی، خلاقیت و نوآوری، چهار اصل طلائی، زیبایی‌شناسی، انعکاس قرآن در ادبیات، برنامه‌ریزی فرهنگی، مسیح و خردمند چهارم، صلح و عدالت در اسلام، در قافله خوبان، وصف پادشاه جهان، شب قدر، عمل و عکس‌العمل، نقد عمر، غلبه بر دیو، اسلام و فطرت انسانی، حق و باطل، جاودانگی روح، امر قدسی، سمفونی مولانا، اسلام چیست، سمفونی سعدی، انسان کامل، دین عشق، سیری در آثار سنایی، قوانین هارمونی در جهان، موسیقی در ادبیات فارسی، جبر و اختیار، حقوق بشر در ادبیات فارسی، ضرب آهنگ در شعر پارسی، دین عشق، لذات متعالی و صلح جهانی، مولانا و جاویدان‌خرد، موسیقی در ادبیات فارسی، جهانی شدن و فطرت انسانی، جهنم برزخ بهشت، آداب دانشجویی، قوانین هارمونی در جهان، شیوه‌های فرهنگ‌سازی در جامعه، خلاقیت و نوآوری، منجی در ادبیات جهان، پزشکی و اخلاق، شادی و فرهنگ، نگاهی به مکاتب هنری و ادبی، هفت عروس هنر، جبر و اختیار، معماری و فطرت انسانی، معجزه، صناعات پنجگانه، شرک و توحید، در تعریف عرفان، نقش درمانی ادبیات و هنر، چهره خدایی، چراغ تعلیم، بخشش، حقوق بشر در ادبیات فارسی، زبان مولانا، احیای عمر، مولانا شاعر شادی، حکمت و هنر داستانسرایی در ادبیات، سیری در مغالطات جهانی، جهانی شدن از منظر ادبیات، جوانان و فرهنگ جهانی و گنجینه آشنا، زیبایی و زندگی، ضرب‌آهنگ در شعر پارسی، سلامت فرهنگی، اهمیت مطالعه ادبیات جهان، پنج آموزگار، همدلی و همکاری، اخلاق در ادبیات، چه باید کرد، دانایی و توانایی، کرامات موسیقی، خواجه نصیرالدین طوسی، نقش ادبیات در جهان امروز، نگاهی به اندیشه انکار الهیات، ستایش و نیایش در ادبیات، شاهنامه فردوسی، شراب روحانی، سیری در غزلیات شکسپیر، در صحبت فارابی، باغ‌های بی خزان سعدی، هفت داستان زیر هفت گنبد، حماسه فردوسی، سیری در مخزن الاسرار نظامی، در صحبت خیام، در صحبت ابن سینا، دیدار آشنا: آشنایی بیشتر با نخبگان فرهنگ جهانی.

#### محور سخنرانی‌ها
سخنرانی‌های الهی قمشه‌ای حول چند محور اساسی و زیربنایی ارائه می‌گردد. برای نمونه به چند مورد اشاره می‌شود، از جمله:
کنار گذاشتن منی و خودپرستی، توجه به نظام و هارمونی عالم هستی (که در یکایک سلول‌ها تا کهکشان‌ها و در کل جهان آفرینش سریان و جولان دارد)، مراقبه، عدم نابودی انسان با مرگ و بقاء جاودانه او در جهان پس از مرگ، توضیح در مورد حقیقت جهنم و بهشت، توجه خاص به خلاقیت و نوآوری، معنی حقیقی بسم الله و رسیدن به شادی حقیقی در زندگی و موضوعات دلنشین دیگر می‌باشد.

## فعالیت‌های بین‌المللی
الهی قمشه‌ای تعداد زیادی سخنرانی به زبان‌های انگلیسی و فارسی در دانشگاه‌ها و مراکز علمی گوناگون دنیا از جمله دانشگاه‌های کمبریج، آکسفورد، اکستر، لندن، گلاسکو، کالیفرنیا، جرج تاون، هاروارد، پرینستون، استنفورد، ملبورن، مک کوایر، موناش، کوئینزلند، بریتیش کلمبیا، سایمون فریزر، آکادمی تمنوس، انستیتو گوته، وین و نیز کاخ ورسای ایراد کرده است. در زیر فهرست منتخب عناوین این سخنرانی‌ها ملاحظه می‌شود: هفت داستان زیر هفت گنبد اثر نظامی، هفت شهر عشق عطار، سعدی و شکسپیر، گل و بلبل، موسیقی در ادبیات فارسی، هنر و حکمت داستانسرایی در مثنوی، حافظ و آثار او، سرمایه‌گذاری فرهنگی برای جوانان، دنیای شادی، شاعری و زیبایی‌شناسی در ادبیات فارسی، سیری در عرفان ایرانی، دیوان ناصر خسرو از دیدگاه زیبایی‌شناسی، محی الدین عربی و ابن فارض مصری، شبی با حافظ، اخلاق در علم و تکنولوژی، قرآن در ادبیات فارسی، شراب الست، یک و زیاد: دایره وجود، رومی: پیام‌آور عشق، اسلام و فطرت انسانی، مکاتب فلسفی و تعلیمات معنوی رومی، دین عشق، حجاب‌های خداوند، تمامیت انسان، پیکار مستمر انسان و دیو در شاهنامه فردوسی، سمفونی مولانا، قوانین هارمونی از دیدگاه فلسفی و زیبایی‌شناسی، جوهر واقعی اسلام، ابن عربی و ادبیات فارسی عرفانی، اخلاق فلسفی در آثار خواجه نصیرالدین طوسی، صلح و عدالت در اسلام، شاعری و پیامبری، اسطوره‌شناسی نوروز در ادبیات فارسی، عشق از دیدگاه رومی و تاگور، در ماهیت شعر، اسلام چیست، جهانی شدن و فطرت انسانی، سیری در آثار سنایی، نگاهی به مکاتب هنری و ادبی جهان، در ضیافت سعدی. مجموعه سخنرانی‌های وی به زبان انگلیسی در تمنوس آکادمی لندن بین سال‌های ۱۹۹۴ تا ۲۰۱۳ دربارهٔ مولانا، عطار، نظامی، فردوسی، ابن عربی، شبستری، هارمونی و قرآن نیز نمایانگر اعتبار جهانی او است.

## فعالیت‌های هنری
الهی قمشه‌ای هماهنگ با شعار معروف خود که زیبایی، دانایی و نیکویی است، کم و بیش به فعالیت‌های هنری نیز اشتغال دارد، که از جمله آنها خوشنویسی و نقاشی (بویژه از نوع دیجیتال) است. در مرداد ۱۳۷۳ بنا به دعوت گالری بامداد، نمایشگاهی از آثار هنری (نقاشی و خوشنویسی) الهی قمشه‌ای تشکیل شد که مورد بازدید و استقبال شرکت کنندگان قرار گرفت.
نقد هنر از رشته‌های مورد علاقه وی بوده و در آن مطالعات گسترده‌ای، به‌خصوص در آثار مغرب زمین دارد و معتقد است نقد هنر غیر از هنر است و ضرورتی ندارد کسی که به نقد نقاشی یا معماری می‌پردازد، خود هنرور یا معمار یا نقاش باشد. نقد هنر، بخشی از فلسفه است که به زیبایی‌شناسی اختصاص دارد.
الهی قمشه‌ای مشاور فرهنگی اپلیکیشن طنز آشنا نیز می‌باشد که با بهره‌گیری از لطایف طنزآمیز ادب پارسی و ظرایفی از دیگر فرهنگ‌ها، مجموعه دلنشینی از ذوق و بینش و شادی و حکمت برای پارسی دانان و پارسی گویان، با تهیه‌کنندگی فرزندش شاهد و نیز همکاری شرکت تدبیرگستران بهینه‌ساز، فراهم آورده است. اپلیکیشن طنز آشنا زیرمجموعه وبسایت گنج آشنا است که شامل بخش‌های مختلفی از جمله داستان آشنا، حافظ آشنا و دیدار آشنا می‌شود.

## بنیان‌گذاری مؤسسه فرهنگی هنری
الهی قمشه‌ای و همسرش پروین زندی در اسفند ۱۳۸۱ به منظور عرضه معارف ادبی و عرفانی ایران و جهان به صورت‌های مختلف، اقدام به تأسیس مؤسسه فرهنگی هنری الهی قمشه‌ای کرده‌اند که اینک با همکاری خانواده و دوستان ایشان به فعالیت خود ادامه می‌دهد. این مؤسسه تنها مرکز رسمی ارتباط با الهی قمشه‌ای و هماهنگی برنامه‌های او است که در نشر آثار صوتی و تصویری، به روز کردن سایت رسمی، آماده‌سازی آثار مکتوب، فعالیت در شبکه‌های اجتماعی (فیس بوک، اینستاگرام، تلگرام، یوتیوب و آپارات)، پاسخگویی به سوالات و پیشنهادهای رسیده و موارد دیگر فعالیت دارد.

## همکاری با مؤسسات خیریه
الهی قمشه‌ای با بسیاری از سازمان‌های خیریه کشور از جمله مؤسسه خیریه حمایت از کودکان مبتلا به سرطان محک،، جامعه یاوری، آسایشگاه خیریه کهریزک، مجتمع نیکوکاری رعد، مؤسسه خیریه حمایت از کودکان بیمار و بی سرپرست (جوانه)، همکاری فرهنگی دارد.

## سایر فعالیت‌ها
- ریاست کتابخانه ملی ایران (۶۱–۱۳۶۰)
- عضو هیئت مؤسس و رئیس هیئت مدیره مؤسسه فرهنگی هنری الهی قمشه‌ای (از سال ۱۳۸۱)
- عضو هیئت مؤسس و عضو هیئت مدیره مؤسسه فرهنگی، هنری و پژوهشی مولانا جلال‌الدین محمد مولوی (خانه مولانا)
- مدیر مسئول و سردبیر فصلنامه چلیپا – نشریه خط و خوشنویسی و هنرهای سنتی (۷۱–۱۳۷۰)
- عضو آکادمی تمنوس (Temenos) انگلستان[۳۱]
- عضو شورای مشورتی نشریه Mawlana Rumi Review انگلستان[۳۲]